# Valanga del Vallecetta
La valanga del Vallecetta è stata una valanga di grandi dimensioni verificatasi il 16 maggio 1983 sul versante occidentale del Monte Vallecetta, che ha coinvolto la località di Cepina, nel comune di Valdisotto (SO), in Alta Valtellina (Lombardia).
La valanga, con un volume stimato di 2 milioni di m³, si staccò da una quota di 3.140 m s.l.m., si incanalò nel vallone sottostante e raggiunse il fondovalle a 1.144 m, interrompendo per circa 500 m la Strada Statale 38 dello Stelvio e causando una vittima, oltre a grossi danni ad edifici e infrastrutture. 
L’evento fu preceduto da un’altra valanga che il 1° maggio 1983 seguì lo stesso tracciato, depositando quasi 0,8 milioni di m³ di neve lungo il percorso, ma senza raggiungere l'abitato o provocare particolari danni . 

## Caratteristiche geomorfologiche del sito
La zona di Vallecetta è una zona montuosa fortemente modellata dalle antiche glaciazioni. La valle dove si è staccata la valanga, percorsa dal Rio Vallecetta, è dominata da un profilo a "U" e da numerosi circhi sospesi a quote superiori ai 2.000 metri, che fungono da bacini per l'accumulo di neve. La valanga del Vallecetta interessò il canale che scende dal versante nord-occidentale del Monte Vallecetta, caratterizzato da una pendenza che varia tra i 40° e i 30°. La zona principale da cui si è distaccata si trova a quote superiori ai 2.400 metri, mentre il percorso della valanga segue il canale del Rio Vallecetta, fino ad arrivare al fondovalle.

## Eventi del maggio 1983

Vista dall'alto dell'accumulo di neve e fango nell'abitato di Cepina causato dalla valanga del Vallecetta

All’inizio di maggio l’arco alpino centrale fu interessato da precipitazioni tardive particolarmente abbondanti; l’accumulo di neve fresca, seguito da un repentino rialzo termico, determinò un manto scarsamente coeso caratterizzato da strati di neve poco consolidati, quindi particolarmente proni al distacco di valanghe. Queste condizioni portarono al verificarsi di due valanghe di dimensioni significative, avvenute rispettivamente il 1° maggio e il 16 maggio, entrambe caratterizzata da grossi volumi di neve. 
La prima valanga si staccò dall'anfiteatro il 1° maggio, ad una quota intorno ai 3000 m s.l.m., scivolò lungo lo stretto canale con pendenze decrescenti (in cui scorre il Rio Vallecetta) fino a raggiungere e fermarsi all'altezza del conoide alluvionale, a circa 1.174 metri di altitudine. Questo primo distacco non provocò danni rilevanti, ma portò alla formazione di una lingua di neve che si estendeva fino a poco sopra l'abitato di Cepina, su cui poi scivolò la valanga successiva.
La seconda valanga, di dimensioni maggiori, si staccò il 16 maggio da un'area posta a quote maggiori, scivolò lungo lo stesso canale, fino a raggiungere e superare lo stesso conide alluvionale e quindi colpire l’abitato di Cepina. La massa di neve attraversò il fiume Adda, raggiunse la sponda opposta e invase la SS 38 bloccando per circa 500 metri il traffico e danneggiando numerose abitazioni situate lungo il suo percorso. 
La simulazione numerica tramite un modello matematico eseguita da ricercatori del Politecnico di Milano, calibrata proprio sui due eventi di maggio, ha riprodotto un percorso di 5.172 m con velocità di picco compatibili a causare pressioni d’urto superiori a 30 kPa, confermando il carattere “catastrofico” dell'evento e stimando un periodo di ritorno di circa 300 anni. Il volume finale fu stimato a 2 milioni di metri cubi di neve. L'evento causò una vittima, travolta dalla valanga mentre si trovava all’interno della sua abitazione.

## Impatti e conseguenze

L'accumulo di neve e fango sulla strada statale 38, ormai sgomberata, causato dalla valanga del Vallecetta

La valanga del 16 maggio 1983 rappresenta l'evento più significativo e distruttivo tra tutti quelli che si sono osservati e di cui si è tenuta traccia nella zona del Vallecetta. I danni alle strutture e la sospensione della viabilità lungo la SS 38 causarono grossi disagi alla popolazione locale nonché ritardi e difficoltà nelle operazioni di soccorso.
L’avvenimento portò all'adozione di misure di protezione quali la costruzione di paravalanghe e ponti da neve per proteggere la zona da futuri rischi. Successivamente, si decise di costruire una galleria paravalanghe sulla la strada statale SS 38, in modo da ridurre il rischio per la viabilità. 

## Modellizzazione dell'evento e mappatura del rischio

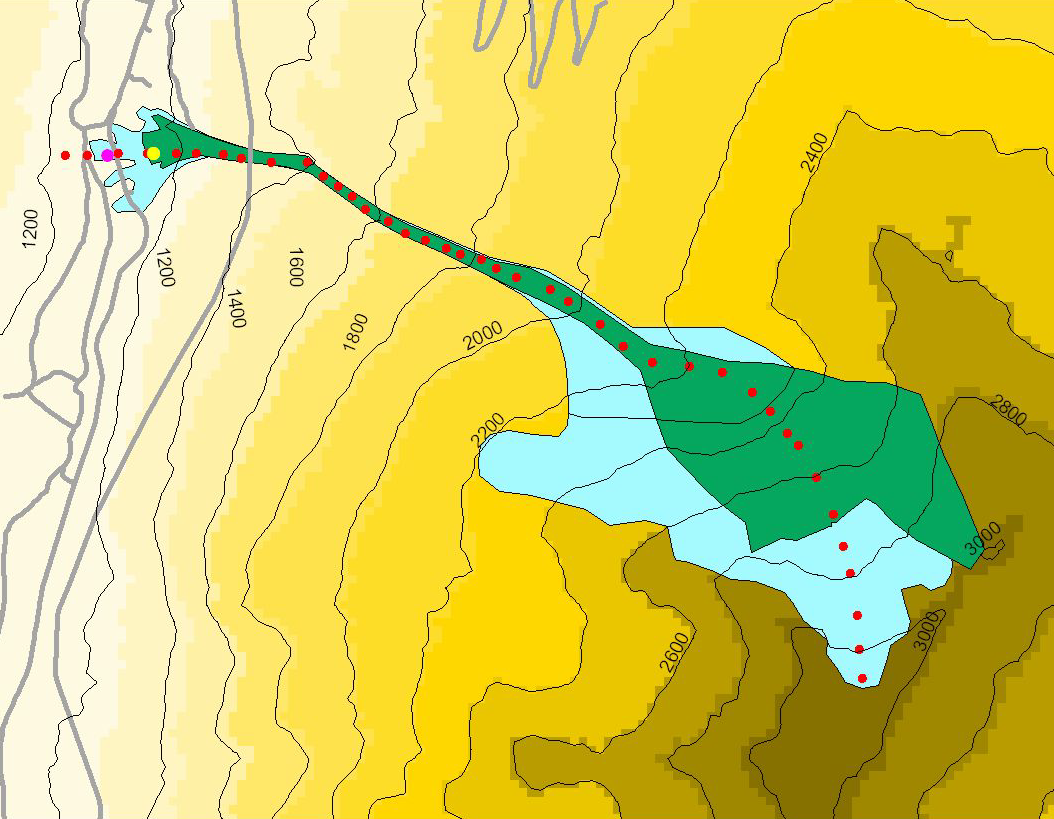
Risultato delle simulazioni delle valanghe del Vallecetta del 1 e 16 maggio 1983: profilo principale in rosso, estensione delle aree coinvolte in verde (1 maggio) e azzurro (16 maggio)

Sia la valanga del 16 maggio che quella più piccola che la precedette sono state simulate tramite diversi modelli fisici per studiarne in dettaglio le caratteristiche. A partire dalle informazioni raccolte all'epoca dei fatti, si è cercato di ricostruire nel dettaglio lo sviluppo delle due valanghe, in particolare: le aree e i volumi di distacco, i percorsi delle valanghe, e l'area, l'altezza e il volume delle zone d'accumulo.  
L'utilizzo di un modello per riprodurre le valanghe è stato anche applicato per la mappatura del rischio valanghe per l'area del Vallecetta. La mappatura del rischio valanghe in Italia è regolamentata dalla procedura fornita da A.I.Ne.Va. (Associazione Interregionale Neve e Valanghe), la quale si occupa anche della previsione del pericolo valanghivo e della emanazione dei bollettini valanghe. Le linee guida per la perimetrazione dalle aree esposte al pericolo valanghe, prevedono l'identificazione di tre zone, con diversi gradi di esposizione al pericolo; il grado di esposizione è dato dalla frequenza delle valanghe che interessano l'area (ovvero il tempo medio che intercorre mediamente tra un evento e l'altro) e la loro intensità (in particolare la pressione esercitata dalla valanga sugli oggetti che si trovano sulla sua traiettoria). In ordine pericolo crescente, le zone sono indicate come: zona gialla, zona blu e zona rossa, secondo i seguenti criteri: 
- Zona gialla:  aree a bassa pericolosità, interessate da eventi valanghivi rari, che raggiungono pressioni fino a massimo 3 kPa, o da eventi valanghivi eccezionali;
- Zona blu: aree a moderata pericolosità, interessate da eventi valanghivi frequenti, che raggiungono pressioni fino a massimo 3 kPa, o da eventi valanghivi rari, che raggiungono pressioni comprese fra i 3 e i 15 kPa;
- Zona rossa: aree ad alta pericolosità, interessate da eventi valanghivi frequenti che superano pressioni di 3 kPa o da eventi valanghivi rari, che superano pressioni di 15 kPa.

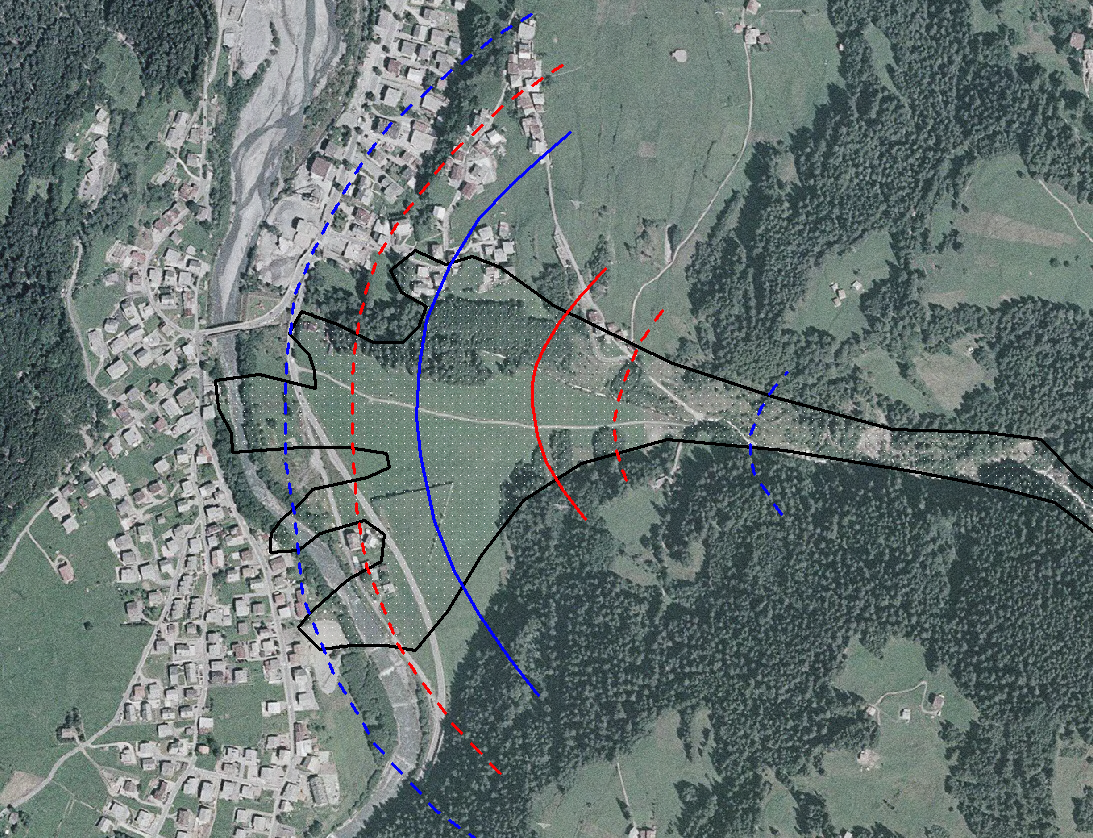
Esempio di identificazione delle zone a media (blu) e alta (rosso) esposizione a pericolo valanghe per l'area del Vallecetta (SO)

Un evento valanghivo è classificato come eccezionale quando ha un tempo di ritorno stimato di 300 anni, raro quando a un tempo di ritorno di 100 anni, e frequente per un tempo di ritorno di 30 anni. L'assegnazione di una classe di pericolo ne determina il regime di utilizzo del suolo, con riscontri sul permesso per l'edificazione, la destinazione d'uso, e l'eventuale realizzazione di opere di difesa.
L'utilizzo di un modello calibrato sugli eventi valanghivi del maggio 1983, è stato applicato per l'identificazione delle zone esposte al pericolo valanghe dell'area del Vallecetta.

## Caratteristiche morfologiche delle valanghe
Ulteriori studi sono stati fatti per verificare le caratteristiche degli eventi valanghivi della zona del Vallecetta, per ottenere un inquadramento dei pericoli tipici nell'area di studio, ponendo particolare attenzione alle cause di innesto e la tipologia di valanga. Sono stati studiati 70 eventi osservati non solo in Vallecetta, ma anche in Val Cerena, Val Novalena, Vallone del Rastello, Vallaccia e Val Gandolina. Da questi studi si è ricavato che:   
- le cause principali per l'innesco di un evento valanghivo sono la precipitazione e conseguente accumulo di neve fresca al suolo e la variazione repentina di temperatura (osservati rispettivamente nel 34% e nel 28% dei casi)[6].
- i mesi più frequentemente interessati da eventi valanghivi sono maggio e aprile (19 e 17 eventi osservati)[6].
- le condizioni meteorologiche più spesso osservate nelle 72 ore precedenti all'evento valanghivo sono precipitazione nevosa e pioggia (nel 23% e 21% dei casi)[6].
- i distacchi sono principalmente di tipo lineare (72% dei casi) e le valanghe tendono a essere fortemente canalizzate (50% dei casi)[6].

## Studi successivi ed effetti del cambiamento climatico
Negli anni successive all’evento, il sito valanghivo del Vallecetta è stato oggetto di numerosi studi, sia per comprendere la dinamica degli eventi che per migliorare le tecniche di previsione. In particolare è stata esaminata la relazione tra variabili climatiche e le caratteristiche più importanti delle valanghe (principalmente area di distacco, volume di neve, velocità di scorrimento, pressione di impatto), con particolare attenzione all'effetto dei cambiamenti climatici. Sono state analizzate le proiezioni di scenari di cambiamento climatico forniti dall'IPCC per studiare la possibile variazione delle caratteristiche dell'attività valanghiva causate dall'aumento delle temperature, il cambiamento del regime delle precipitazioni e la variazione della copertura nevosa.  
I risultati mostrano che gli effetti del cambiamento climatico osservati, e in particolare l'aumento delle temperature, hanno causato una diminuzione della frequenza e della intensità delle valanghe a bassa quota, a causa della diminuzione del manto nevoso e all'innalzamento della linea dello zero termico. Al contrario, a quote più alte, le precipitazioni più intense causate dal cambiamento climatico associate alle basse temperature dovute alla quota hanno portato ad un aumento della frequenza degli eventi valanghivi. In conclusione, gli studi dimostrano che il rischio valanghe si sta spostando dalle quote più basse a quelle più alte. 
Alcuni studi, in particolare, si sono concentrati sulle caratteristiche delle valanghe, riportando un aumento delle valanghe di neve bagnata, causato dai sempre maggiori eventi di precipitazione intensa e alla rapida fusione della neve. Le valanghe asciutte tipiche dei periodi più freddi invece sono in diminuzione. Questi cambiamenti nelle condizioni della neve al verificarsi delle valanghe fanno si che siano più difficili da prevedere. 